# Oum El Guerdane
Oum El Guerdane (en àrab أم الڭردان, Umm al-Gardān; en amazic ⵯⵎⵎ ⵍⴳⵔⴷⴰⵏ) és una comuna rural de la província de Tata, a la regió de Souss-Massa, al Marroc. Segons el cens de 2014 tenia una població total de 3.370 persones.